# Sofia, Ducesă de Hohenberg

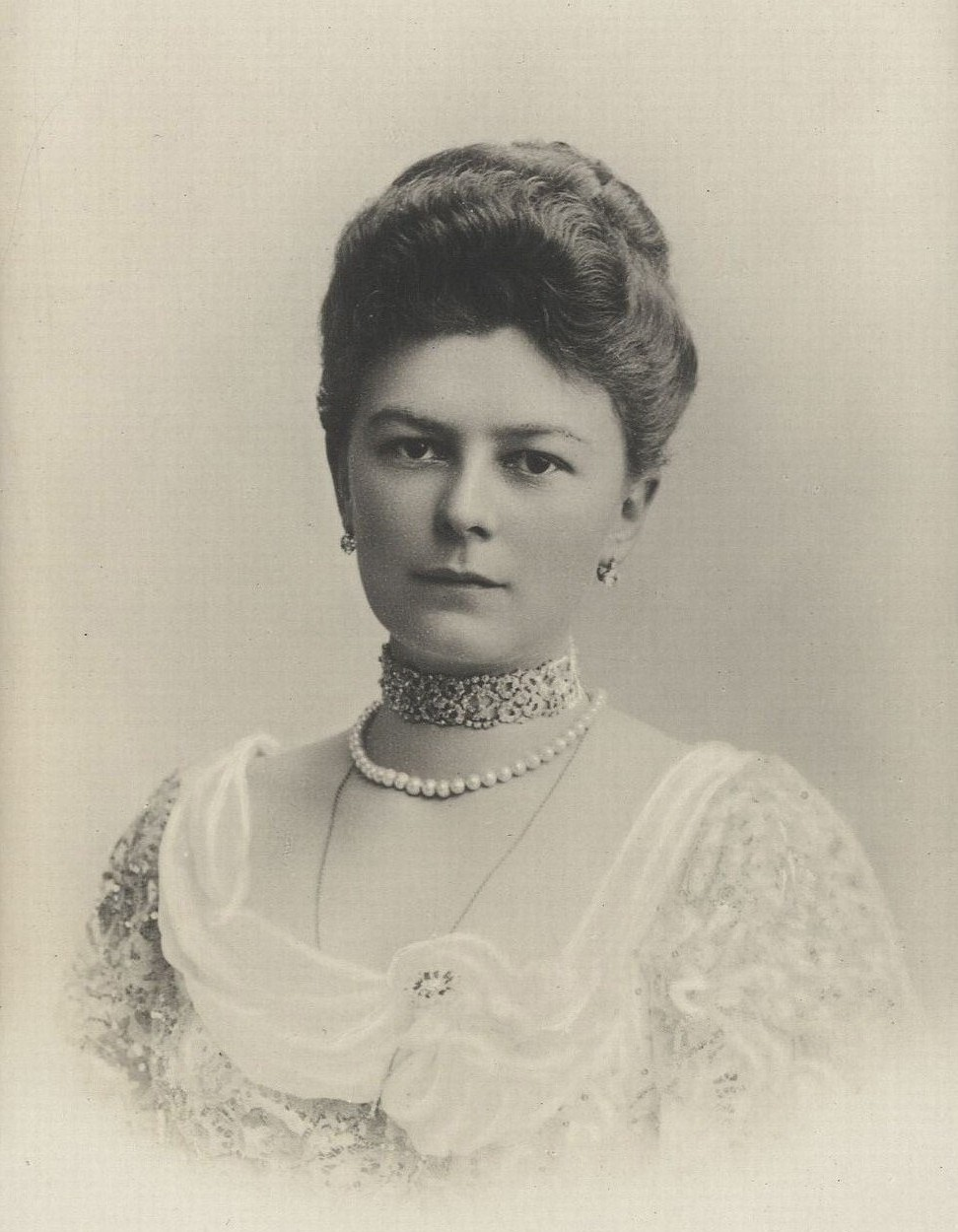
Sophie Chotek, Ducesă de Hohenberg

Sofia, Ducesă de Hohenberg, născută Sophie Maria Josephine Albina Chotek, Contesă de Chotkova și Wognin (n. 1 martie 1868 - d. 28 iunie 1914, Sarajevo, Austro-Ungaria) a fost soția morganatică a Arhiducelui Franz Ferdinand al Austriei. Asasinarea lor de la Sarajevo a declanșat Primul Război Mondial.